# ريان شانون
ريان شانون (بالإنجليزية: Ryan Shannon)‏ هو لاعب هوكي الجليد أمريكي، ولد في 2 مارس 1983 في دارين في الولايات المتحدة.

## وصلات خارجية
- ريان شانون على موقع دوري الهوكي الوطني (الإنجليزية)
- ريان شانون على موقع EliteProspects.com (الإنجليزية)
- ريان شانون على موقع HockeyDB.com (الإنجليزية)
- ريان شانون على موقع Hockey-Reference.com (الإنجليزية)